# ميديا منكي
منكي ميديا يعرف بالإنجليزية باسم MediaMonkey (قرد الوسائط) هو مشغل ومكتبة وسائط متعددة، تم تطويره بواسطة شركة فنتس ميديا (.Ventis Media Inc)، وذلك لتنظيم وتشغل ملفات الصوت على نظام تشغيل ويندوز. من الممكن تشغيل ملفات الفيديو ونوعيات أخرى من ملفات الوسائط، وذلك من خلال تركيب بعض الإضافات.
يتوفر ميديا منكي بنسخة مجانية ونسخة مدفوعة (نسخة ذهبية).